# Roland Ritzefeld
Roland Ritzefeld (* 5. Februar 1808 in Köln; † 18. März 1900 in Stolberg (Rhld.)) war ein katholischer Pfarrer und Begründer des Wohlfahrts-, Gesundheits- und höheren Bildungswesens in Stolberg im damaligen Landkreis Aachen (heute Städteregion Aachen).

## Leben
Roland Ritzefeld war 60 Jahre lang – von 1840 bis 1900 – katholischer Pfarrer und Seelsorger in St. Lucia. Er war Mitglied des Gemeinderats und betrieb die Erweiterung seiner Pfarrkirche, um mit der stetig wachsenden Zahl von Gläubigen während der industriellen Revolution Schritt zu halten. Seine Hauptverdienste liegen in den von ihm aufgebauten Einrichtungen im karitativ-medizinischen Bereich und im Bildungswesen.

## Karitative und medizinische Einrichtungen
Er war der Begründer des Bethlehem-Krankenhauses, das 1866 im ehemaligen Kupferhof Steinfeld eingerichtet wurde, des Stolberger Waisenhauses und des nach ihm benannten Rolandshauses (1883 eingeweiht), wo die 1863 gegründete örtliche Sektion des „Katholischen Gesellenverein“ (heute Kolpingsfamilie) eine Heimstatt fanden. Ritzefeld unterstützte seine sozialkaritativen Projekte mit eigenen Spenden in erheblichem Umfang.

## Bildungswesen

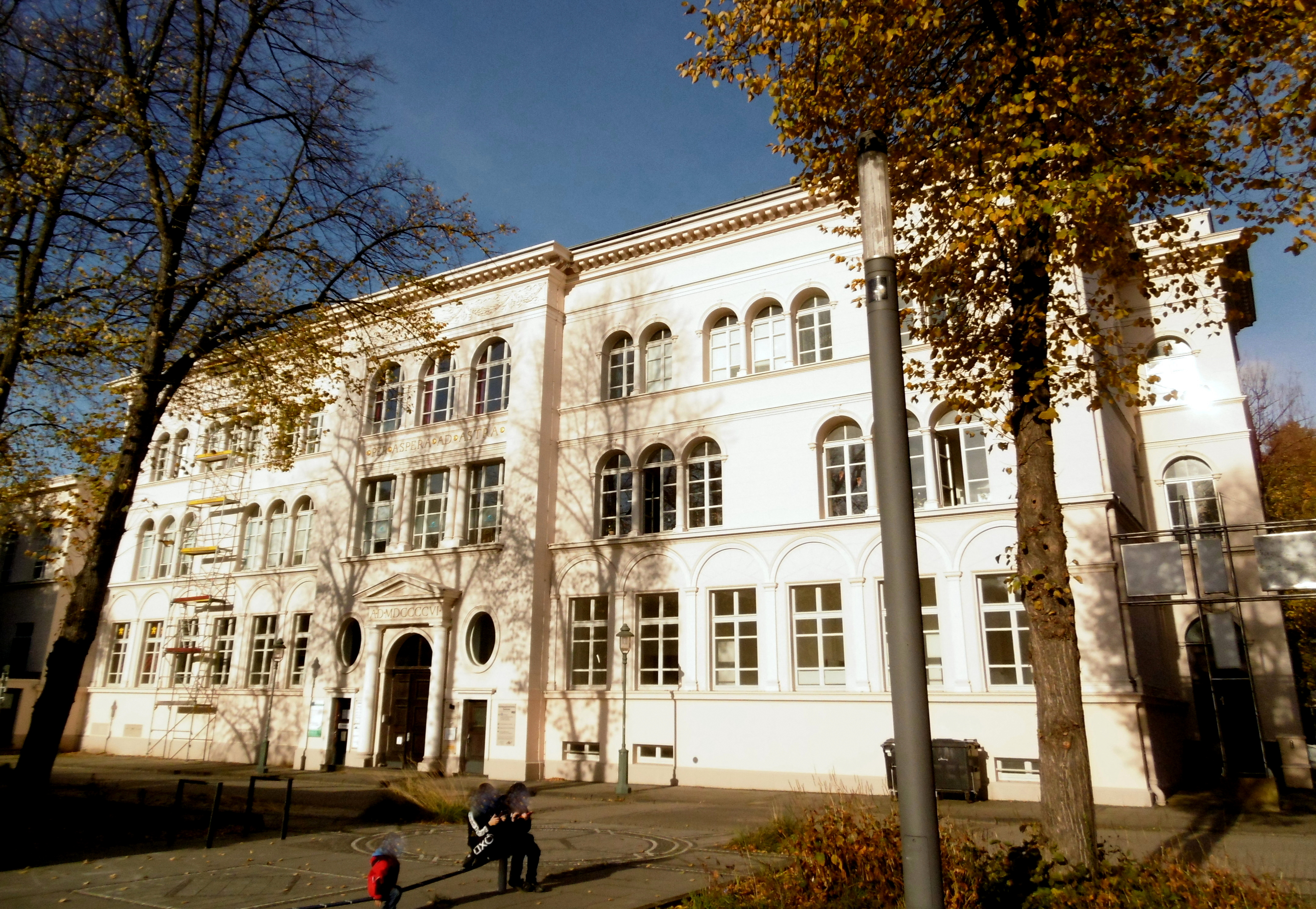
Ehemaliges Goethe-Gymnasium am Kaiserplatz

Den ungenügenden Verhältnissen an den Volksschulen suchte er als Ortsschulinspektor durch mehrere Schulneubauten, die Anstellung neuer Lehrer und seine Bemühungen um Hebung des Schulbesuchs Abhilfe zu schaffen.
Im Rolandshaus ließ er Unterricht in Deutsch, Rechnen, Buchführung und Zeichnen erteilen. Hier liegen die Anfänge des berufsbezogenen Unterrichts in Stolberg. Roland Ritzefeld gründete 1854 eine staatlich anerkannte katholische Rektoratsschule, die katholische und evangelische Jungen und Mädchen aufnahm. Die Leitung übernahm sein Kaplan Johann Wimar Scharrenbroich (1840–1870), der bereits als Volksschullehrer tätig war. Dies sind die Anfänge des höheren Bildungswesens in Stolberg. Seine Jubiläen rechnet das Stolberger Goethe-Gymnasium noch heute nach diesem Datum. Ritzefelds Bemühungen um eine eigene größere Mädchenschule führten 1870 nicht zum Erfolg. Die katholische Rektoratsschule wurde im Kulturkampf geschlossen. 1858 war eine evangelische Höhere Rektoratsschule eingerichtet worden. 1878 wurde nach zähem Ringen in der Zeit des Kulturkampfes um das konfessionelle Gepräge der neuen höheren Lehranstalt im Schulgebäude der früheren evangelischen Rektoratsschule eine höhere Stadtschule für Jungen und 1880 eine städtische höhere Mädchenschule eingerichtet, die 1908 den Bau des Goethe-Gymnasiums am Kaiserplatz beziehen konnte. Vor diesem Hintergrund gilt Roland Ritzefeld als der Initiator des höheren Schulwesens in Stolberg.

## Ehrung und Erinnerung
1893 wurde Roland Ritzefeld die Ehrenbürgerwürde seiner Heimatstadt verliehen. Die Ritzefeldstraße und das von ihm begründete Rolandshaus tragen seinen Namen. 1980 wurde die bis dahin „Mädchengymnasium Stolberg“ genannte Schule an der Ritzefeldstraße nach Einführung der Koedukation im Jahre 1977 in Ritzefeld-Gymnasium umbenannt.